# Mielichhoferia filiramea
Mielichhoferia filiramea là một loài Rêu trong họ Bryaceae. Loài này được (Broth. & Paris) A.J. Shaw & H.A. Crum mô tả khoa học đầu tiên năm 1984.